# Turmhügel Schimmendorf
Der Turmhügel Schimmendorf ist eine ehemalige mittelalterliche Höhenburg vom Typus einer Turmhügelburg (Motte) bei Schimmendorf, eines heutigen Gemeindeteils des Marktes Mainleus im Landkreis  Kulmbach in Bayern, Deutschland. Von der heute fast vollständig abgegangenen kleinen Burg ist nur wenig geschichtliches bekannt. Heute ist die Stelle als Bodendenkmal D-4-5834-0048 „Mittelalterlicher Turmhügel“ vom Bayerischen Landesamt für Denkmalpflege erfasst.

## Geografische Lage
Die heute vollständig bewaldete Burgstelle liegt etwa 600 Meter nordöstlich der Ortsmitte von Schimmendorf auf 465 m ü. NHN Höhe auf einem vom Rand der Kirchleuser Jura-Hochfläche nach Südwesten vorspringenden Bergsporn der „Mühlbergleite“. Der etwa 300 Meter lange Sporn, dessen Rücken bereits in der Eisensandstein-Formation liegt, fällt nach Südsüdosten sehr steil ab. Auch die Hänge der Nordnordwestseite des Spornes fallen zwar zunächst mäßig steil ab, versteilen sich aber anschließend ebenfalls sehr. Die Befestigung befindet sich etwa 100 Höhenmeter über dem Tal des Zentbaches. Wenige Meter südlich der Anlage verläuft heute die Kreisstraße KU 33 zwischen Schimmendorf und Kirchleus und nutzt dabei den Bergsporn zwischen Talgrund und Hochfläche als Aufstieg.

## Geschichte der Burg
Über die Geschichte dieser kleinen Burganlage ist nur sehr wenig bekannt. Im Jahr 1394 war sie ein Erbe der Herren von Plassenberg. Spätestens im 16. Jahrhundert war sie offenbar abgegangen, da in den Jahren 1522 und 1567 die Stelle als „unter dem Burgstall“ bezeichnet wurde.

## Beschreibung
Der rechteckige Kernhügel befindet sich rund 100 Meter nordöstlich der Spornspitze, etwa in der Mitte des hier rückenartigen Bergspornes. Der Kernhügel der früheren Burganlage hat eine Länge von acht Metern und eine Breite von sechs Metern. Heute ist er noch rund 0,6 Meter gegenüber dem umliegenden Vorgelände überhöht. Als Annäherungshindernis wurde an der Ostnordostseite zur Hochfläche hin, sowie an der Westsüdwestseite zur Spornspitze hin ein je drei Meter breiter, zehn Meter langer und von außen 0,4 Meter tiefer, von innen 1 Meter tiefer Graben angelegt. Die nordnordwestliche und die südsüdöstliche Seite des Kernhügels, die fast unmittelbar zu Tal abfallen, wurden mit einer Berme gesichert.
Auf der Kuppe des Kernhügels befindet sich ein Loch, das wohl durch Steinraub entstand.